# Liège Basket
Il Liège Basket è una società cestistica avente sede a Liegi, in Belgio. Fondata nel 1967, gioca nel campionato belga.
Disputa le partite interne nella Country Hall Ethias Liège, che ha una capacità di 5.500 spettatori.

## Palmarès
- Coppa del Belgio: 1

2004
- Supercoppe del Belgio: 2

2004, 2009